# Служба друштвеног књиговодства
Служба друштвеног књиговодства (скраћено СДК, сло. Služba družbenega knjigovodstva, мак. Службата на општественото книговодство (СОК)) - финансијски и административни орган СФРЈ, чија је сврха била везана за вођење књига о друштвеној својини и економским активостима предузећа и организација у социјалистичком систему. То је била државна служба за обрачун, контролу, платни промет, и информације (статистику).
Служба друштвеног књиговодства формирана је претходно као самостална у саставу Народне банке. Издвајање националног платног промета из Народне банке, као децентрализациона мера, извршено је осамостаљивањем СДК 1962. године. На принципима модернизације банкарског система, марта 1965. године усвојен је нови Закон о Народној банци Југославије, којим је уређен банкарски систем, а који су чинили Народна банка Југославије, пословне банке и Служба друштвеног књиговодства. СДК је постала самостална установа у својству правног лица и директно је била одговорна Савезној скупштини. Нови Закон о Служби друштвеног књиговодства донет је 1977. године у коме је наведено да Службом руководи генерални директор и Савет.
Зграда Службе друштвеног књиговодства Југославије, изграђена 1969. године у Поп Лукиној улици у Београду, по пројекту архитекте Петра Вуловића проглашена је спомеником културе града Београда.

## Провођење финансијске дисциплине
Једна од најзначајних функција била је међуконтролу између фирми и Пореске управе, нарочито у односу на пореске и социјалне доприносе при исплати зарада радницима. Основна поента је да је Служба као посредник, између послодаваца и Пореске управе, имала улогу да осигура да су сви обавезни доприноси за пензијско, здравствено осигурање и порези правилно уплаћени пре него што се дозволи исплата зарада запосленима. Ова контролна улога није била само значајна за пуњење државног буџета, већ и за заштиту права запослених.
Тиме је, на један начин, Служба спречавала настанак потенцијалних проблема у будућности када би запослени могли бити оштећени ако њихови доприноси нису били уплаћени на време. Ако, на пример, не би било уплаћено на време пензијско осигурање, радници би у будућности могли бити лишени правa на пензију. Слично, ако доприноси за здравствено осигурање нису уплаћени, то би утицало на финансијску стабилност здравственог система.
Кључно је да Служба, као међуконтролор, није само проверавала да ли су обавезе према држави измирене, већ је осигурала да се исплата зарада може обавити само ако су сви предуслови испуњени, чиме је спречавала настанак дугова и обавезе које би касније морале да се исправљају.
Пореска управа, која делова само након што су неправилности већ наступиле, није имала капацитете да извршава контролу током обављања свих трансакција, док је Служба могла да делује превентивно, избегавајући тако потенцијалне проблеме и санкције које би касније биле потребне.
Тиме је Служба не само штитила финансијску стабилност државе, већ и осигурала да се превентивно исправе било какви проблеми пре него што постану озбиљнији, чиме је помогла у очувању квалитета живота грађана и стабилности јавних служби као што су здравство, образовање и безбедност.
СДК је имао изузетно развијен информациони систем - право богатство података потребних за вођење макроекономске политике.
Цела државна територија је била премрежена, тако да се могла водити и пратити политика регионалног развоја.
Након распада СФРЈ и промене социјалистичког система, дошло је и до промене у економском систему новонасталих држава. Извршена је транзиција ка тржишној еконимији и стоврене су нове институције државне управе и органи који су наследили делатност Службе друштвеног књиговодства.

## Трансформација

### Србија
Део делатности СДК, у СР Србији је 1991. године наследила Служба за платни промет и финансијски надзор, а 1995. године је основан и Завод за обрачун и плаћања (ЗОП).
Неки економисти као један од главних разлога за укидање ЗОП као правног наследника СПП и СДК 31. децембра 2002. године виде потребу за приватизацијом имовине, која је на атрактивним локацијама у Београду и свим градовима Србије.

### Босна и Херцеговина

#### Република Српска
СДК Републике Српске (основан на Сокоцу распадом савезног система СДК) се трансформисао и добија назив Служба платног промета (СПП), гдје губи контролну функцију и обавља само унутрашњи платни промет. Слиједи трансформација у Српску државну банку (СДБ), а од ње новом трансформацијом настаје Развојна банка (РБ), која је 2000. диобним билансом подијељена на Развојну банку и Службу платног промета.
Развојна банка је наслиједила велики потенцијал у виду људских ресурса, новца, непокретности и покретне имовине.
У свим градовима и мањим мјестима РС на најатрактивнијим локацијама посједовала је инфраструктурну мрежу филијала и експозитура. Мали број запослених је прешао у Развојну банку, Министарство финансија или у друге финансијске институције које су преузеле послове СДК. Већи број запослених је у најпродуктивнијим годинама радног искуства проглашен технолошким вишком, а на њихова мјеста су доведени неискусни кадрови.

### Хрватска
Године 1993. институција је трансформисана у Завод за платни промет (ЗАП) с тим да су у обављање унутрашњег платног промета укључене и банке и штедне депозитне институције.
Године 2002. ЗАП се преустројава у Финанцијску агенцију, познатија као ФИНА. Улога ФИНА-е је обављање трансакција у платном промету, превоз готовине, пружањем пословних информација и електронских сервиса. ФИНА је у међувремену постала једна од највећих хрватских предузећа.

### Словенија
Од земаља бивше Југославије једино је Словенија извршила трансформацију СДК на начин да га је прилагодила новом привредном и политичком систему, а притом задржала све кадрове.
Републичка СДК је у време припрема за словеначку самосталност заједно са словеначким цариницама Савезне управе царина одиграла значајну улогу у финансијској самосталности Словеније. Већ од 1990. године задржавање прикупљених увозних дажбина био је чест случај републичких пракси у бившој СФРЈ. У пракси је то изгледало тако да су у републичким СДК-овима средства која су требала да заврше у савезном буџету, слали на републички. Независној Словенији одани цариници су почетком 1991. године, према договору са словеначким властима, почели да прикупљене царинске и друге увозне дажбине пребацују преко републичког СДК-а у словеначки буџет уместо у савезни. Република Словенија је тада обрачунала три пута мањи износ која би припадао савезној држави, и тај део новца је потом пребачен на савезни СДК. Савезни СДК је одмах забележио пад прилива из Словеније од око 30-50%. Након претњи из Београда, које су се појачале 19. априла 1991., савезне власти су 20. маја 1991. увеле оштре мере против праксе словеначких цариника и словеначког СДК-а, да би Словенија 27. маја 1991. заправо замрзнула спровођење својих одлука, али наставила са старом праксом задржавања царина. Тог дана је републички СДК одбио комисију савезног СДК-а која је дошла на контролу. Пошто се „царински рат“ између Словеније и СФРЈ наставио, савезне власти су 19. јуна 1991. коначно увеле строге мере против Словеније, али то словеначке власти, које су тада већ биле добро припремљене за осамостаљење, нису значајно узнемириле због прекасног реаговања.
У време новонастале самосталне државе Словеније, током владе Јанеза Дрновшека 1994. године, СДК је преименован у Агенцију Републике Словеније за платни промет, надзор и информисање. Ова агенција је у почетку у потпуности преузела задатке СДК-а, али је убрзо формиран Рачунски суд Републике Словеније (Računsko sodišče Republike Slovenije) који је преузео надзор над пословањем јавног сектора. Међутим, ефикасност Агенције Републике Словеније за платни промет, надзор и информисање није била упоредива са СДК-ом, јер није била установљена финансијска полиција, нити су постојали правни прописи о питањима као што су ко, зашто, где и како сме и мора да управља капиталом. 1996. године, велики део бившег СДК-а је спојен са Републичком управом за јавне приходе у Пореску управу Републике Словеније (ДУРС). Задаци које је претходно обављао СДК били су распоређени између Агенције за платни промет, Рачунског суда и Агенције за ревизију, док је порески надзор над правним лицима прешао на ДУРС.

## Галерија
- Зграда Службе друштвеног књиговодства у Приштини, слика зграде из 2013. године.
- Зграда СДК у Бањој Луци, данас Палата Републике
- Зграда СДК у Старој Пазови
- Зграда СДК у Суботици